# Springfield Model 1855
O Springfield Model 1855 é um mosquete com raias ("Rifle-Musket") que foi amplamente utilizado na Guerra Civil Americana. Ele explorou as vantagens da nova "Minié ball" cônica, que poderia ser mortal a mais de 1.000 jardas. Cerca de 60.000 desses rifles foram fabricados, e era a arma de infantaria padrão tanto para a União quanto para os Confederados, até que o Model 1861 o suplantou, evitando o uso da espoleta de fita Maynard, que não era suficientemente à prova d'água.
Nota: o termo em inglês "Rifle-Musket" aqui, se refere ao fato do projeto desse mosquete já prever o estriamento ("rifling" em inglês) do cano, portanto ele já saía da fábrica com o cano estriado. Não tendo nada a ver a denominação, com o porte ou dimensões desse modelo, que por acaso era cerca de duas polegas mais curto que seus antecessores.

## Visão geral
O Model 1855, diferente de seus antecessores, foi o primeiro mosquete padrão americano a ser produzido exclusivamente com canos de alma raiada. O Model 1855 foi o mosquete padrão usado em meados do século XIX. Foi fabricado no Springfield Armory em Massachusetts, no Harper's Ferry Armory na Virgínia (atual West Virginia) e na Providence Tool Company em Rhode Island.
Na década de 1840, mais especificamente a partir do Springfield Model 1842, as pederneiras não confiáveis foram substituídas por sistemas de espoleta de percussão muito mais confiáveis e resistentes às intempéries. O cano de alma lisa e a "musket ball" (bala esférica) imprecisa também estavam sendo substituídos por canos estriados e pela recém-inventada "Minié ball". Isso aumentou o alcance efetivo típico de um mosquete de cerca de 50 jardas (45,7 metros) para algumas centenas de metros. O Model 1855 tinha um alcance efetivo de 500 jardas (457 metros) e era mortal para mais de 1 000 jardas (914 metros).

## Características
O cano do Model 1855 tinha calibre ,58 in (14,7 mm), menor do que os mosquetes anteriores. O Mosquete Model 1816 e todos os seus derivados até o Model 1842 tinham calibre ,69 in (17,5 mm), mas os testes conduzidos pelo Exército dos EUA mostraram que o calibre .58" menor era mais preciso quando usado com uma "Minié ball".
O Model 1855 também usava a espoleta de fita Maynard, que era uma tentativa de melhorar o sistema de espoleta de percussão que havia sido desenvolvido anteriormente. Em vez de usar espoletas individuais que tinham de ser colocados para cada tiro, o sistema Maynard usava uma fita que era alimentada automaticamente toda vez que o cão era engatilhado, semelhante ao funcionamento de uma arma de espoleta (de brinquedo) moderna. Enquanto a pólvora e a "Minié ball" ainda precisavam ser carregadas de maneira convencional, o sistema de fita foi projetado para automatizar a colocação da cápsula de percussão e, portanto, acelerar a cadência geral de tiro da arma. O sistema de "fita Maynard" deu ao Model 1855 uma "corcova" característica no mecanismo de ação sob o cão do mosquete. A arma também poderia ser municiada da maneira usual com espoletas de percussão padrão se a fita não estivesse disponível.

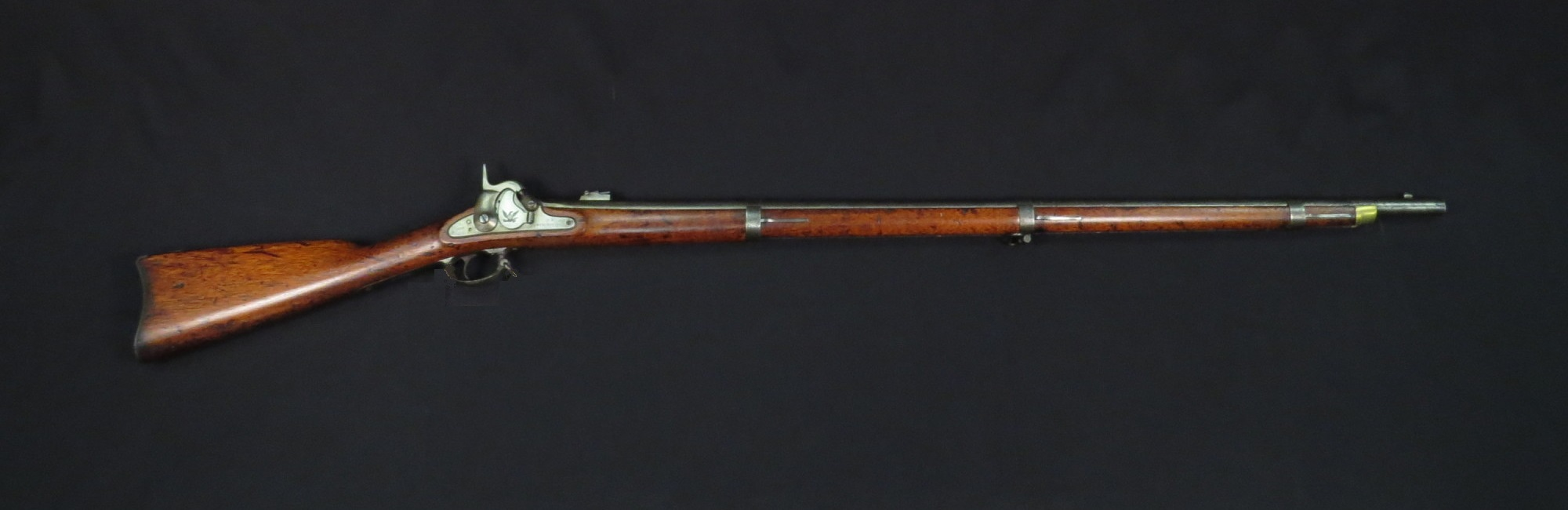
O Springfield Model 1855 de campo em sua versão original.

O Model 1855 é geralmente referenciado como "Rifle-Musket", uma vez que tinha quase o mesmo comprimento dos mosquetes que substituiu (na verdade 2 polegadas a menos). Ele tinha um cano de 40 in (1 020 mm) de comprimento e um comprimento total de 56 in (1 420 mm). Três cintas metálicas prendiam o cano à coronha. Uma versão ainda mais curta com duas cintas, geralmente conhecida como "Harpers Ferry Model 1855 rifle", também foi produzida. Este modelo mais curto tinha um cano de 33 in (838 mm) e comprimento total de 49 in (1 240 mm).
O mosquete Model 1855 foi modificado em 1858 para incluir uma mira traseira mais simples (o tipo "flip-up leaf" típico), um "patch box" na lateral da coronha e uma ponteira de cano de ferro para substituir a de latão.

### Produção
Aproximadamente 75.000 mosquetes Model 1855 foram produzidos. O maquinário para fazer os Model 1855, em Harper's Ferry, foi capturado pelo Exército Confederado no início de 1861. O maquinário capturado para produzir mosquetes estriados foi levado para Richmond, onde formou a "espinha dorsal" da capacidade de fabricação de armas confederadas. A máquina de estriamento foi levada para Fayetteville, Carolina do Norte, onde também foi usada para uma produção significativa de armas durante a guerra. Como resultado do uso da máquina do arsenal original, os rifles Richmond e Fayetteville foram duas das melhores armas produzidas pela Confederação.
O Model 1855 esteve em produção até 1860 e foi a arma de fogo padrão do exército regular nos anos anteriores à Guerra Civil. A necessidade de um grande número de armas no início da Guerra Civil Americana viu o Model 1855 simplificado pela remoção do sistema de espoleta Maynard e algumas outras pequenas alterações para torná-lo mais barato e fácil de fabricar, criando assim o onipresente Springfield Model 1861. O Model 1855 era a melhor arma disponível no início do conflito, pois demorou algum tempo para o "Model 1861" ser fabricado e realmente chegar ao campo de batalha. Menos de 80.000 Model 1855 foram fabricados no início da guerra; alguns deles foram destruídos quando os confederados capturaram o Harper's Ferry Arsenal em abril de 1861, e vários milhares mais estavam nas mãos dos sulistas. Aproximadamente 10.000 rifles também foram enviados para a Califórnia e, portanto, eram inúteis para o esforço de guerra da União.
| O Springfield Model 1855 original de campo · O Springfield Model 1855 original de campo |  | Close do mecanismo de ação do Springfield Model 1855 com espoleta de fita Maynard. |

## Utilização
No campo de batalha, a espoleta de fita Maynard provou não ser confiável. Testes conduzidos entre 1859 e 1861 descobriram que metade das espoletas falharam, e também relataram que as molas que deveriam alimentar as espoletas, não funcionaram bem. O maior problema era a própria fita. Apesar de serem anunciadas como à prova d'água, as tiras de papel se mostraram suscetíveis à umidade. Foi feita uma tentativa de remediar esse problema fazendo as espoletas de fitas metálicas, mas apesar da melhoria que isso trouxe, o "Ordnance Department" abandonou o sistema Maynard e voltou para a espoleta de percussão padrão em mosquetes posteriores como o "Model 1861". A maioria dos Model 1855 foi usada durante a guerra com espoletas de percussão padrão.

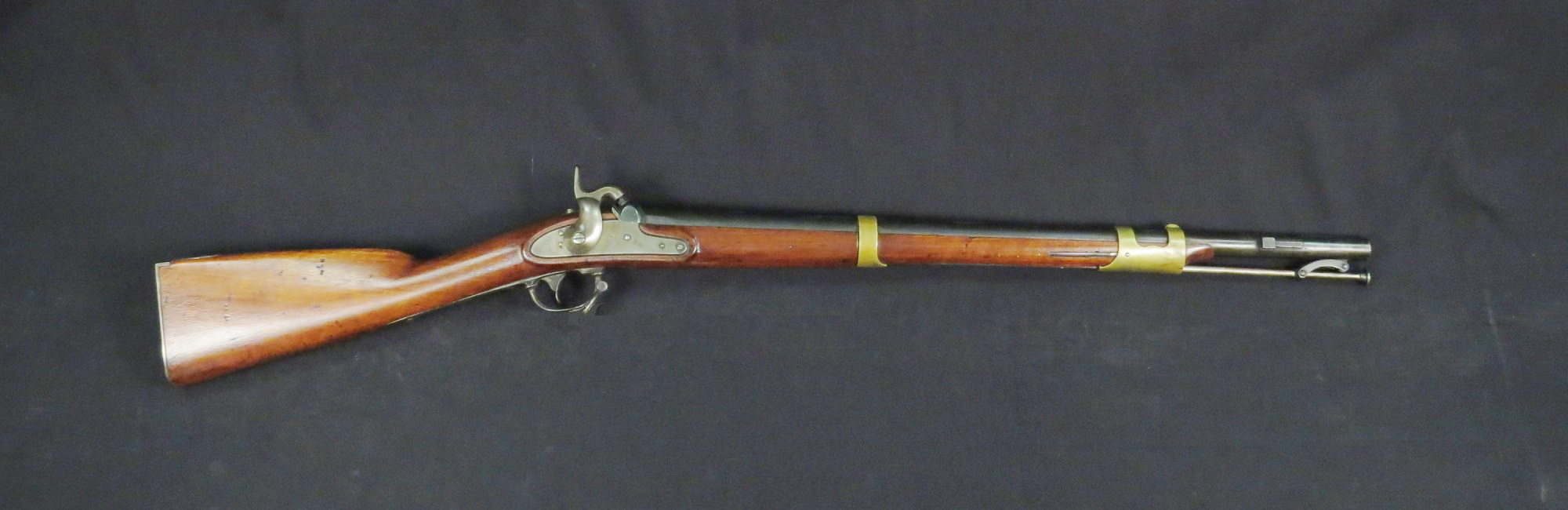
O Springfield Model 1855 "carbine", mais curto e por espoleta de percussão.

## Estréia
O Model 1855 teve seu primeiro teste em setembro de 1858 na região "Pacific Northwest" na Batalha de Quatro Lagos (planícies de Spokane), onde as tribos do norte superavam em muito as tropas dos EUA. Os atacantes nativos americanos foram despachados por tropas dos EUA armadas com o "Rifle-Musket" Model 1855 antes que os índios pudessem entrar na área de alcance de seus mosquetes de canos de alma lisa. O tenente Lawrence Kip observou: "É estranho dizer que nenhum de nossos homens ficou ferido ... Isso foi devido aos rifles de longo alcance agora usados pela primeira vez por nossa tropas ... Se esses homens estivessem armados com os usados anteriormente, o resultado da luta, quanto à perda do nosso lado, teria sido muito diferente, pois o inimigo estava em maior número que nós e tinha toda a coragem que estamos acostumados a atribuir aos índios selvagens. Mas eles ficaram em pânico com o efeito de nosso fogo a distâncias tão grandes".

## Guerras
Esses foram os conflitos nos quais o Springfield Model 1855 foi utilizado:
- Guerras Indígenas nos EUA
- Guerra Yakima
- Guerra de Utah
- Guerras Navajo
- Problemas Cortina
- Guerra Paiute
- Guerras Yavapai
- Guerra de Dakota de 1862
- Guerra Civil Americana